# Церква Покрови Пресвятої Богородиці (Кути)
Церква Покрови Пресвятої Богородиці в Кутах — парафія і храм Бережанського благочиння Тернопільської єпархії Православної церкви України в селі Кути Тернопільського району Тернопільської области.

## Історія церкви
Храм Покрови Пресвятої Богородиці був збудований у 1930–1931 роках силами парафіян, які переїхали з Волині до Галичини у 1928–1930 роках. Будівля була споруджена з дерева та глини.
У 1977 році під керівництвом о. Івана Пилипишина храм був перебудований і став більшим.

## Парохи
- о. Евтіхій,
- о. Смарагд (1935—1938),
- о. Прокопій Вальченко (1938—1941),
- о. Йосафат Федорчук,
- о. Константан Грідін,
- о. Іван Патронік,
- о. Юлій Богданець (1949—1966),
- о. Сергій Кострицький (1966—1967),
- о. Василь Дубовий (1967—1973),
- о. Зеновій Федорчук (1970—1972),
- о. Іван Пилипишин (1973—1982),
- о. Василь Мосівський (1978—1980),
- о. Богдан Чурило (1986—1988),
- о. Омелян Легета (з 1988).